# Medalha Gjønnes em Cristalografia Eletrônica
A Medalha Gjønnes em Cristalografia Eletrônica (em inglês:  Gjønnes Medal in Electron Crystallography) é uma condecoração em física, concedida pela União Internacional de Cristalografia.
Homenageia o cristalografista Jon Gjønnes, que foi o primeiro recipiente da medalha em 2008.

## Recipientes
- 2008 Jon Gjønnes
- 2011 Archibald Howie e Michael John Whelan
- 2014 Michiyoshi Tanaka e John Steeds
- 2017 Nigel Unwin e Richard Henderson[1]